# Цыганов, Андрей Васильевич
Андре́й Васильевич Цыганов (род. 20 января 1954) — российский дипломат. Чрезвычайный и полномочный посол (2014).

## Биография
В 1976 году окончил МГИМО МИД СССР. Владеет французским, английским и итальянским языками.
- С 1976 года работал в центральном аппарате Министерства иностранных дел и в дипломатических представительствах за рубежом.
- В 1996—1999 годах — заместитель директора Первого Европейского департамента МИД России.
- В 1999—2000 годах — помощник председателя Правительства России.
- В 2000—2004 годах — советник-посланник посольства России в Италии.
- В 2004—2010 годах — посол по особым поручениям МИД России.
- С 18 января 2010 по 6 марта 2014 года — чрезвычайный и полномочный посол Российской Федерации в Республике Исландии[1][2].
- С 2014 года — заместитель директора Первого департамента стран СНГ МИД России[3].

## Награды
- Знак отличия «За безупречную службу» XL лет (26 октября 2016) — за большой вклад в реализацию внешнеполитического курса Российской Федерации и многолетнюю добросовестную работу[4].
- Благодарность президента Российской Федерации (17 июля 1996) — за активное участие в организации, подготовке и проведении Московской встречи на высшем уровне по вопросам ядерной безопасности.[5].

## Дипломатический ранг
- Чрезвычайный и полномочный посланник 2 класса (2 июня 1998)[6].
- Чрезвычайный и полномочный посланник 1 класса (12 марта 2003)[7].
- Чрезвычайный и полномочный посол (10 февраля 2014)[8].